# Pseudaneitea gigantea
Pseudaneitea gigantea är en snäckart som först beskrevs av Suter 1909.  Pseudaneitea gigantea ingår i släktet Pseudaneitea och familjen Athoracophoridae. Inga underarter finns listade i Catalogue of Life.